# Nhiêu Lộc (phường)
Nhiêu Lộc là một phường thuộc Thành phố Hồ Chí Minh, Việt Nam. Đây là một trong 168 phường, xã và đặc khu mới ở Thành phố Hồ Chí Minh sau đợt sắp xếp vào năm 2025.

## Địa lý
Phường Nhiêu Lộc nằm ở khu vực trung tâm thành phố, giáp với phường Phú Nhuận (phía bắc), phường Tân Sơn Nhất (phía tây), phường Hòa Hưng (phía nam), phường Xuân Hòa (phía đông).
Phường Nhiêu Lộc sau sắp xếp có diện tích 1,71 km², dân số là 88.090 người, mật độ dân số xấp xỉ 51.515 người/km² (số liệu thống kê tính đến ngày 31/12/2024 theo quy định tại Điều 6 Nghị quyết số 76/2025/UBTVQH15 ngày 14 tháng 4 năm 2025 của Ủy ban Thường vụ Quốc hội).

## Lịch sử

### Thành lập
Ngày 16 tháng 6 năm 2025, Ủy ban Thường vụ Quốc hội ban hành Nghị quyết số 1685/NQ-UBTVQH15 về việc sắp xếp các đơn vị hành chính cấp xã của Thành phố Hồ Chí Minh năm 2025. Theo đó, toàn bộ diện tích tự nhiên, quy mô dân số của Phường 9, Phường 11, Phường 12 và Phường 14 (Quận 3) được hợp nhất thành phường Nhiêu Lộc (khoản 7 Điều 1).

### Tên gọi
Trong đợt sắp xếp đơn vị hành chính cấp xã năm 2025, chính quyền TP.HCM đã chủ trương đặt tên các phường, xã mới bằng chữ (không còn đặt tên bằng số) với nhiều sự cân nhắc từ lịch sử của vùng đất, sự thân thuộc và giá trị văn hóa. Chủ trương này được đông đảo nhân dân ủng hộ.
Về lịch sử vùng đất, Ủy ban nhân dân Quận 3 cho biết địa bàn 4 phường nêu trên thuộc bờ bắc và bờ nam kênh Nhiêu Lộc. Kênh Nhiêu Lộc – Thị Nghè là tuyến đường thủy xưa nhất của thành phố trong thời kỳ mở cõi của các chúa Nguyễn.
Tên gọi địa danh xuất hiện vào đầu thế kỷ 18. Kênh này chảy từ thượng nguồn đến địa bàn Quận 3 mang tên Nhiêu Lộc. Từ Quận 3 qua Quận 1, Bình Thạnh đến hạ nguồn đổ ra sông Sài Gòn mang tên Thị Nghè.
Kênh Nhiêu Lộc – Thị Nghè xưa kia không chỉ là dòng chảy tự nhiên thoát nước ra sông Sài Gòn mà còn là phòng tuyến quân sự ngăn ngoại xâm. Khu vực này được lập thành Lũy Bán Bích. Lũy này được dựng từ chùa Cây Mai chạy qua Nhiêu Lộc – Thị Nghè, bảo vệ phía tây và phía bắc của Sài Gòn, hợp cùng rạch Bến Nghé và Thị Nghè tạo thành một vành đai phòng thủ cho Sài Gòn.
Kênh Nhiêu Lộc ngày nay không chỉ là thành quả, nỗ lực cải tạo môi trường mà còn là minh chứng cho sự chuyển mình mạnh mẽ của TP.HCM, trở thành biểu tượng tiêu biểu cho quá trình phát triển, mang lại sức sống mới cho đô thị hiện đại, đáng sống, hướng đến tương lai xanh - sạch - bền vững.